# Eva Amposta Serres
Eva Amposta Serres   (el Pinell de Brai, 1993) és una política i activista catalana, que va ser alcaldessa del Pinell de Brai de 2018 a 2023 i és consellera comarcal de Promoció Econòmica i Turisme de la Terra Alta.
És llicenciada en filosofia i treballa com a tècnica de desenvolupament local (és tècnica de promoció turística de Faió, al Baix Aragó) i, a l'estiu, també com a guia turística. No milita en cap partit polític i abans de ser alcaldessa del seu poble, en va ser regidora. És la primera dona —i fins al 2023 l'única— que va accedir a una alcaldia en els dotze municipis de la comarca de la Terra Alta.
Amposta ha liderat SolBrai, una cooperativa energètica cooperativa que es va presentar el 2022 i va ser impulsada per l'Ajuntament de Pinell de Brai, el GEPEC (Grup d'Estudi i Protecció dels Ecosistemes Catalans) i l'enginyeria Azimut360. A Catalunya, és la primera cooperativa gestionada per la ciutadania per a produir energia «km zero».